# Žminj
Žminj (em italiano:  Gimino) é um município da Croácia, situado no condado da Ístria. Tem 71,96 km² de área e sua população em 2011 foi estimada em 3.483 habitantes.